# محوطه هدر
محوطه هدر مربوط به دوران‌های تاریخی پس از اسلام است و در شهرستان سلماس، بخش مرکزی، روستای هدر واقع شده و این اثر در تاریخ ۲۵ اسفند ۱۳۸۰ با شمارهٔ ثبت ۵۰۷۳ به‌عنوان یکی از آثار ملی ایران به ثبت رسیده است.